# Studiolautsprecher

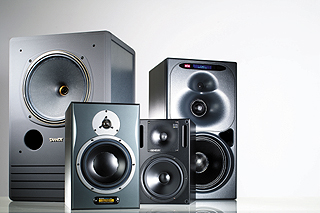
Studiolautsprecher von verschiedenen Herstellern

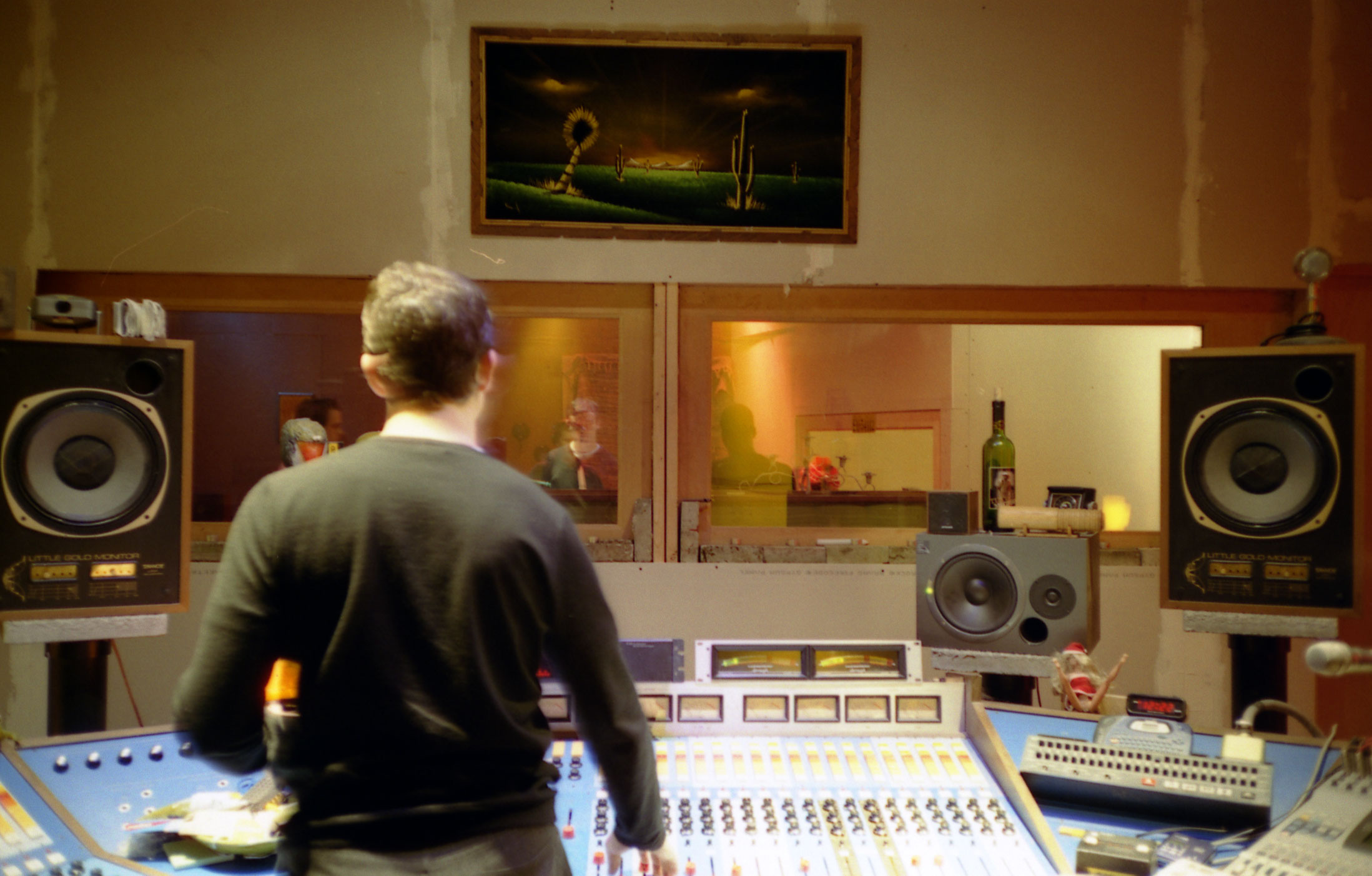
Der Regieraum eines Tonstudios mit Monitorlautsprechern (li. und re.) und Mischpult

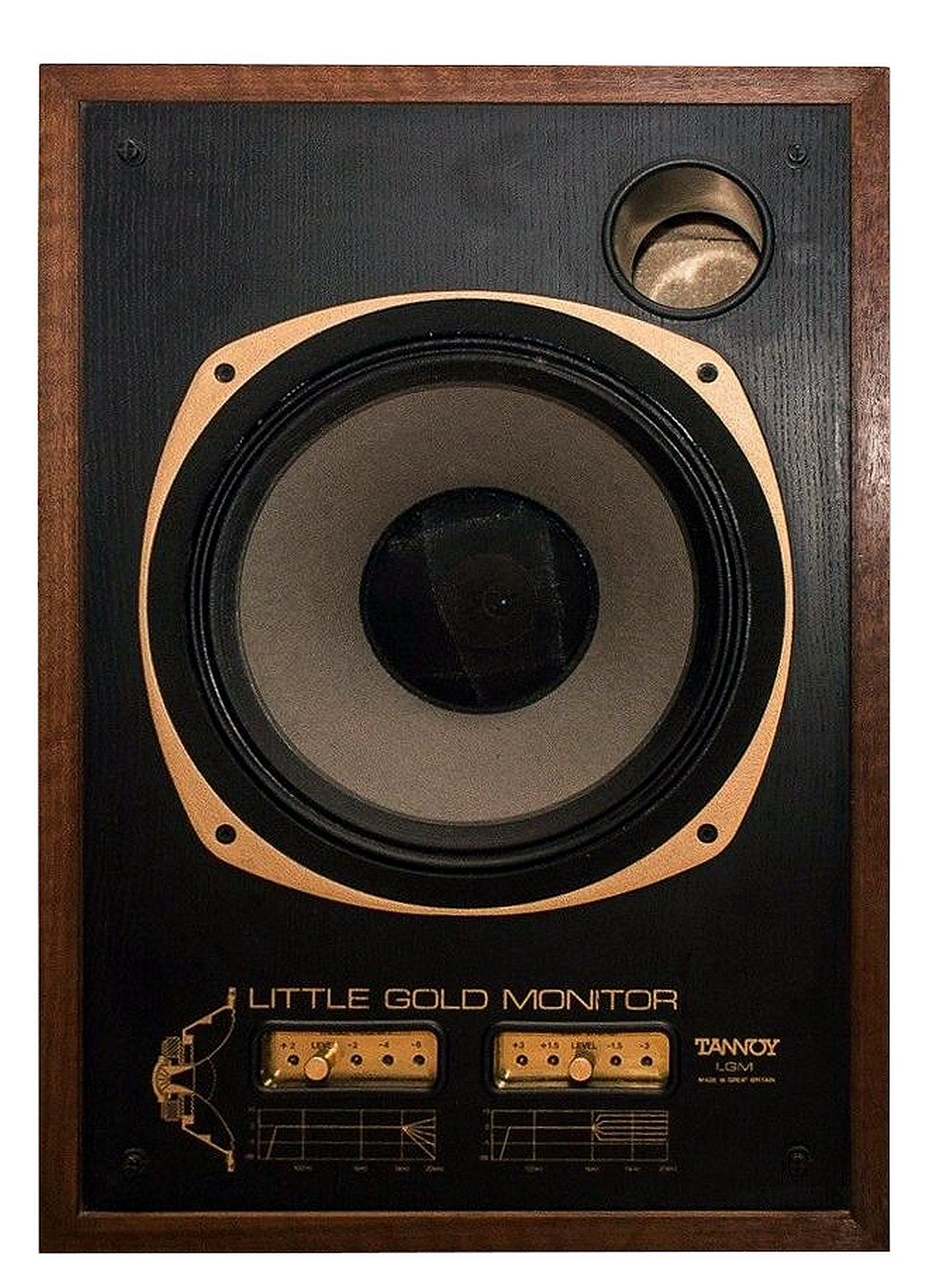
Eine Monitorbox, die dem im obigen Bild abgebildeten Typ entspricht. Es handelt sich um einen Zweiwege-Koaxiallautsprecher, bei dem der Hochtöner koaxial, d. h. in der Mitte des 30 cm großen Tieftöners angeordnet ist (Übernahmefrequenz 1400 Hz). Diese technisch aufwändige und bei höherwertigen Boxen seltene Bauweise bietet klangliche Vorteile gegenüber der konventionellen Bauart mit nebeneinanderliegenden Treibern.

Studiolautsprecher oder Studiomonitore sind Lautsprecher, die zum Abhören von Tonaufnahmen im Regie- oder Kontrollraum eines Tonstudios dienen.

## Anforderungen
Ein Studiolautsprechersystem unterscheidet sich im Grundsatz kaum von Lautsprechern im HiFi-Segment. Allerdings handelt es sich bei einem Studiosystem in erster Linie um ein analytisches Werkzeug. Während im HiFi-Bereich eine verfremdete („verfärbte“) Musik- oder Sprachwiedergabe letztlich subjektiv als befriedigend empfunden werden kann, steht im Tonstudio die objektive Beurteilung von Aufnahmen und Abmischungen im Vordergrund. Daher wird hier ein möglichst neutrales Klangverhalten angestrebt.
Während eine fertige Mischung theoretisch auch von einem HiFi-Lautsprecher wiedergegeben werden kann, sind Einzelspuren und Zwischenmischungen beim Abhören noch nicht komprimiert und verlangen dem Lautsprecher eine extreme Dynamik und hohe Pegelspitzen ab, die er verzerrungsfrei und ohne Beschädigungen reproduzieren muss. Fertige Mischungen sollen außerdem nicht durch besondere Eigenheiten der Lautsprecher „gut klingen“; das System muss stattdessen auch kleinere Fehler im Produktionsprozess verlässlich offenbaren können.
Studiolautsprecher besitzen meistens ein sehr gerichtetes Abstrahlverhalten, d. h. die Wellen sind stärker gebündelt. Dies führt dazu, dass weniger Streureflexionen entstehen, die an den Wänden reflektieren und somit die Klangbeurteilung stören könnten. HiFi-Lautsprecher arbeiten hingegen mit einer breiteren Abstrahlcharakteristik, um den Raum mit Musik anzureichern.

## Bauformen
Neben den in jedem Studio vorhandenen „Nahfeldmonitoren“ kommen je nach Größe des Regieraums oftmals mehrere größere Lautsprechersysteme für mittlere oder große Abhörentfernungen zum Einsatz. Diese sind zum Teil in die Wand eingelassen („Flush Mounting“), was eine Reihe von technischen Vorteilen bietet, wie ein höherer Schalldruckpegel durch die Abstrahlung in den Halbraum und damit verbundene niedrigere Verzerrungen oder eine Vermeidung von Interferenzauslöschungen durch die Grenzflächenreflexion. Die Nahfeldmonitore stehen dagegen im Raum und damit näher an der Abhörposition. Diese Position schafft ein geringeres Stereofeld und ist empfindlicher gegenüber Änderungen der Position des Kopfes, hat aber ein günstigeres Verhältnis von Direktschall zu Diffusschall, wodurch die Wirkung des Raumes besser unterdrückt wird.
Waren Studiomonitore früher überwiegend passiv ausgeführt und konnten damit mit unterschiedlichen Verstärkern kombiniert werden, geht der Trend heute zu Aktivsystemen, weil es damit möglich ist, den Signalpfad auf Kleinleistungsebene verlustarm aufzutrennen und jedes im Monitor verbaute Lautsprechersystem mit einem eigenen optimierten Verstärker zu betreiben. Des Öfteren geschieht das Splitten der Frequenzen voll digital. Auch die Lautsprecher werden inzwischen immer mehr mit digital geregelten Endstufen angesteuert.

## Konstruktion

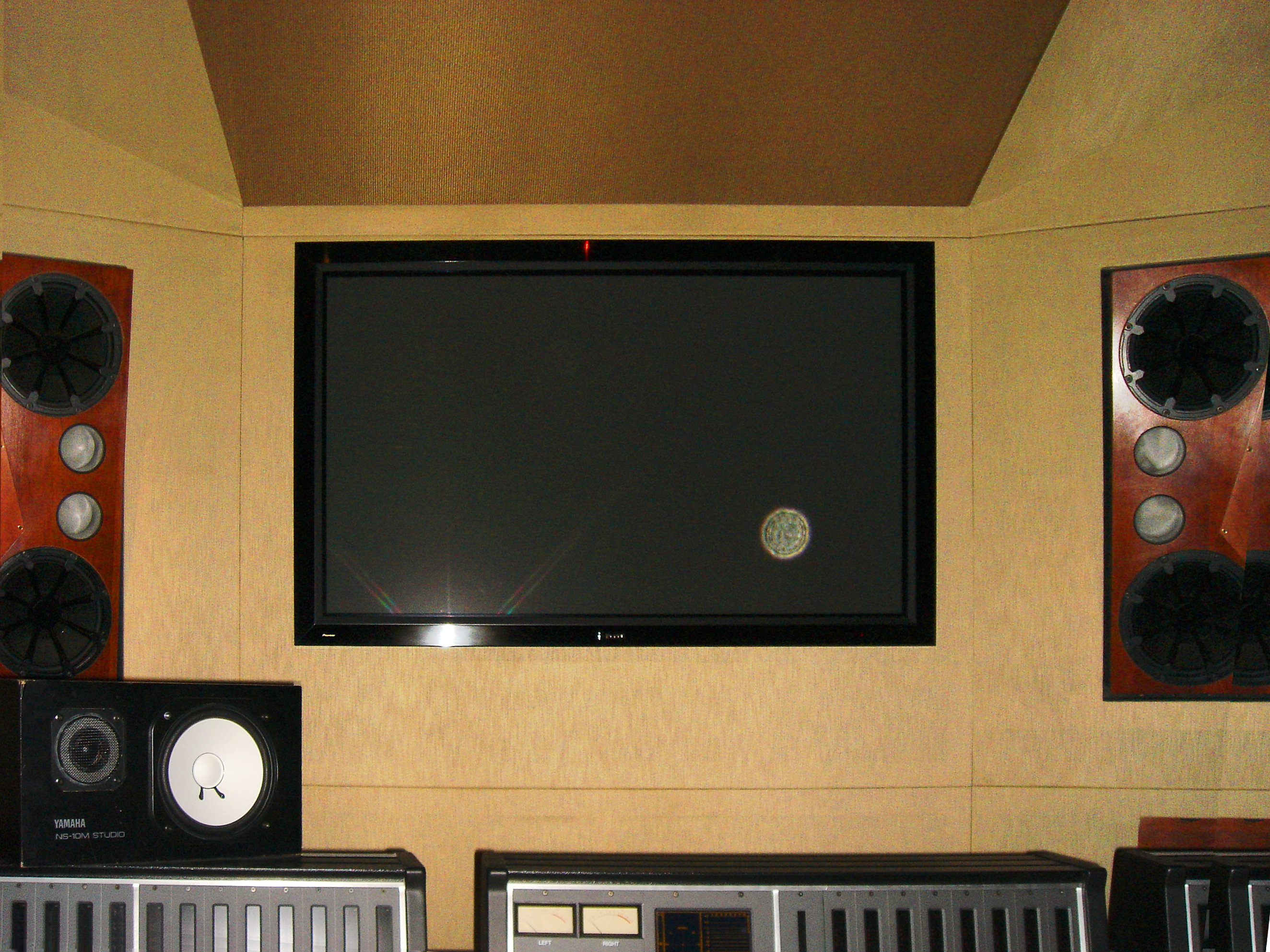
In die Wand eingelassene Monitorlautsprecher sowie ein Nahfeldmonitor auf der Konsole

Bei einer authentischen Wiedergabe kommt es neben einer möglichst linearen Wiedergabe ebenso auf die Impulstreue an. Beim Einsatz üblicher Frequenzfilter verursacht jeder zusätzliche Weg durch die Aufteilung des Frequenzspektrums an unterschiedliche Einzellautsprecher Laufzeitveränderungen und Phasenfehler, welche die Authentizität der Wiedergabe nachhaltig beeinträchtigen können. Dieses Problem könnte durch einen Breitbandlautsprecher (Ein-Weg-Lautsprechersystem) umgangen werden. Da allerdings kein Breitbandlautsprecher das gesamte hörbare Frequenzspektrum linear wiedergeben kann, werden viele Studiolautsprecher in 2-Wege-Technik ausgeführt. 3- oder 4-Wege-Systeme, wie sie beispielsweise bei Systemen mit Subbass oder in größeren Studiomonitoren verwendet werden, sind auch anzutreffen, erfordern aber eine qualitativ hochwertige Weiche bzw. im Fall aktiver Systeme einen geeigneten Verstärker.
Lautsprecher in Mehrwegtechnik eignen sich nur bedingt für die Nahfeldtechnik und müssen sehr genau ausgerichtet werden, damit sich am Ohr das gewünschte Mischungsverhältnis bilden kann. Trotzdem weisen diese Systeme immer kleinere Fehler im Übergangsbereich der beiden Lautsprecher auf. Diesem Problem wird durch das Verschieben der Übergangsfrequenz (Umschalten der Filter oder der Signalverarbeitung) oder die Nutzung mehrerer unterschiedlicher Systeme begegnet.
Mehrere Systeme lösen auch den Widerspruch, der sich aus den beiden Anforderungen Genauigkeit und Lautstärke ergibt. So findet man in gut ausgestatteten Tonstudios eine Kombination aus Breitband- und Mehrweglautsprechern in unterschiedlicher Distanz. Je größer dabei der Abstand der Monitore zum Ohr, desto wichtiger wird die Raumakustik. Mitunter sind daher aufwändige und teure Optimierungen der Raumausstattung notwendig, um die Funktion korrekt erfüllen zu können.